# Cork Hibernians F.C.
Cork Hibernians Football Club – irlandzki klub piłkarski z siedzibą w mieście Cork.

## Osiągnięcia
- Mistrz Irlandii: 1971
- Puchar Irlandii (FAI Cup) (2): 1972, 1973
- Tarcza Ligi Irlandzkiej (League of Ireland Shield) (2): 1970, 1973

## Historia
Cork Hibernians powstał w 1957 roku i w sezonie 1957/58 zastąpił w pierwszej lidze klub Cork Athletic F.C., który zakończył swoje istnienie. O zwolnione miejsce w lidze ubiegały się także (choć bezskutecznie): Cork Celtic (inny klub niż znany obecnie Cork Celtic F.C., który wtedy nosił nazwę Evergreen United F.C.), Glasheen, St. Mary's (wszystkie z miasta Cork) oraz Bray Workman's Club i Chapelizod.
Z powodu trudności finansowych klub w 1977 roku zrezygnował z udziału w rozgrywkach ligowych. W następnym sezonie miejsce klubu Cork Hibernians w pierwszej lidze zajął klub Albert Rovers F.C.

## Europejskie puchary
Legenda do wszystkich tabel:
- Q – runda eliminacyjna, 1/16, 1/8, 1/4, 1/2 – odpowiednia faza rozgrywek, Grupa – runda grupowa, 1r gr – pierwsza runda grupowa, 2r gr – druga runda grupowa, F – finał, R – runda, PO – play-off
- k. – rzuty karne, los. – losowanie, Dogr. – dogrywka, w. – zasada bramek strzelonych na wyjeździe

| Sezon   | Rozgrywki                 | Runda | Klub                     | Dom | Wyjazd | Ogólnie |
| ------- | ------------------------- | ----- | ------------------------ | --- | ------ | ------- |
| 1970/71 | Puchar Miast Targowych    | 1R    | Valencia CF              | 0–3 | 1–3    | 1–6     |
| 1971/72 | Puchar Europy             | 1R    | Borussia Mönchengladbach | 0–5 | 1–2    | 1–7     |
| 1972/73 | Puchar Zdobywców Pucharów | 1R    | Pezoporikos Larnaka      | 4–1 | 2–1    | 6–2     |
| 1972/73 | Puchar Zdobywców Pucharów | 1/8   | FC Schalke 04            | 0–0 | 0–3    | 0–3     |
| 1973/74 | Puchar Zdobywców Pucharów | 1R    | Baník Ostrawa            | 1–2 | 0–1    | 1–3     |